# 군산간호대학교
군산간호대학교(群山看護大學校, Kunsan College of Nursing)는 전북특별자치도 군산시에 있는 사립 전문대학이다.

## 연혁
- 1951년 7월: 농촌위생연구소 고등위생 기술원 양성소 개교
- 1953년 7월: 개정간호고등기술학교 설립
- 1962년 1월: 개정간호학교로 개편
- 1974년 3월: 개정간호전문학교로 개편
- 1979년 1월: 개정간호전문대학으로 개편
- 1998년 5월: 군산간호대학으로 교명 변경
- 2012년 1월: 군산간호대학교로 변경
- 2018년: 교육부 대학기본역량진단평가 결과 역량강화대학 선정 및 조건부 일반재정지원[2]

## 교육편제
군산간호대학교는 간호학 특성화 전문대학으로, 간호학과 단일 학과 편제로 운영하고 있다.